# فندق هيلتون مكسيكو سيتي ريفورما
فندق هيلتون مكسيكو سيتي ريفورما فندق فاخر من فئة الخمس نجوم في مدينة مكسيكو وهو أحد فروع سلسلة فنادق هيلتون العالمية. تم إنشاء الفندق في عام 1985. ويحتوي على 457 غرفة نوم. ويستضيف الفندق سلسلة سنوية من المؤتمرات الدولية لمستخدمي مشاريع الويكي التي تديرها مؤسسة ويكيميديا.